# 周洛风景区
周洛风景区地处湖南省浏阳市连云山脉西部石柱峰周边地区，为捞刀河发源地。主景区位于社港镇，包括自然和人文景观两大部分；核心景区以自然景观为主，面积约14平方公里。周洛最早开发于2001年5月1日，其时通过“周洛旅游文化村”（周洛古文化度假村）名义以农家乐形式对外进行旅游度假接待服务；2004年11月23日，张家界旅游经济开发有限公司获得核心景区五十年（2004年至2053年）的经营权（89.5%股权）。2014年，被浏阳市旅游局评选为“浏阳新八景”之一。
- 石柱峰：最高点海拔1359.7米。

|            |
| 捞刀河源流 |

## 主要景观
- 古遗址与古建筑：铁坟坪；陈家大屋、颜家屋场、周洛水口塔。
- 自然景观：瀑布群、河溪、夜合山石英脉岩、野生桂花群落。

|          |
| 民居群落 |

经过多年的发展　周洛风景区内的各项旅游设施逐渐齐全。２００７年开张的漂流活动，更为风景区内的发展增添活力。
餐饮住宿方面，以柱峰阁酒店为代表的旅馆餐厅不断成长，已具备接纳大中型旅行团体的能力。
当地村民也依托旅游区，推出地方特色的乡土产品，如辣婆婆祖传霉豆腐，烟笋，浏阳黑山羊，土鸡，红薯丝等。